# Jan Freitag von Lorinhoff
Jan Freitag von Lorinhoff – mistrz krajowy Inflant Zakonu Krzyżackiego w latach 1485–1494. Następca Bernda von Borch.

## Życiorys
Przez braci inflanckich na mistrza krajowego został wybrany w 1483 roku, ale wielki mistrz zatwierdził go na stanowisku w 1485 roku. Wcześniej rządził jako namiestnik wielkiego mistrza. Urząd objął w czasie konfliktu inflanckiej gałęzi zakonu z miastem Ryga i arcybiskupem ryskim. Podczas konfliktu miasto zdobyło ryską twierdzę Zakonu. W związku z tym dom główny tej części zakonu został przeniesiony do miejscowości Kieś. W 1491 roku mistrzowi udało się pokonać mieszkańców Rygi, a wg umowy zawartej w Kircholmie w 1492 roku mieli odbudować gród. Także arcybiskup został zmuszony do hołdu.